# Graymoor-Devondale
Graymoor-Devondale város az USA Kentucky államában, Jefferson megyében. Lakosainak száma 2853 fő (2020. április 1.).

## Népesség
A település népességének változása:
| Lakosok száma | 2925 | 2870 | 2853 |
|               | 2000 | 2010 | 2020 |